# Sphodros atlanticus
Espèce
Sphodros atlanticus est une espèce d'araignées mygalomorphes de la famille des Atypidae.

## Distribution
Cette espèce est endémique des États-Unis. Elle se rencontre en Géorgie, en Caroline du Nord, en Virginie et en Illinois.

## Description
Le mâle mesure 16,00 mm et la femelle 20,40 mm.

## Publication originale
- Gertsch & Platnick, 1980 : A revision of the American spiders of the family Atypidae (Araneae, Mygalomorphae). American Museum Novitates, no 2704, p. 1-39 (texte intégral).